# جوليا أوتيرو
جوليا أوتيرو (بالإسبانية: Julia Otero) هي مقدمة تلفزيونية وصحفية إسبانية، ولدت في 6 مايو 1959 في Monforte de Lemos ‏ في إسبانيا.

## وصلات خارجية
- الموقع الرسمي
- جوليا أوتيرو على موقع IMDb (الإنجليزية)
- جوليا أوتيرو على موقع قاعدة بيانات الفيلم (الإنجليزية)